# Azinphos-ethyl
Azinphos-ethyl ist eine chemische Verbindung aus der Gruppe der Thiophosphorsäureester und Benzotriazine. Es wird als Breitband-Organophosphat-Insektizid im Anbau verschiedener Früchte und Gemüse eingesetzt. Es wirkt (wie andere Stoffe dieser Gruppe) als Acetylcholinesterasehemmer.

## Gewinnung und Darstellung
Azinphos-ethyl kann ausgehend von Benzazimid, welches mit Formaldehyd, Thionylchlorid und DEPA regiert, gewonnen werden.

## Eigenschaften
Azinphos-ethyl ist ein farbloser Feststoff, welcher praktisch unlöslich in Wasser ist.

## Verwendung
Azinphos-ethyl wird als primär als Insektizid und sekundär als Akarizid verwendet. Es besitzt ein breites Wirkungsspektrum und wirkt nicht kumulativ. Es gehört zu den nicht systemischen Organophosphor-Insektizid mit guten ovizide Eigenschaften. Es hat ausgezeichnete Restaktivität und ist nicht phytotoxisch. Es ist sehr giftig für Säugetiere und wird von der WHO als hoch gefährlich eingestuft, weshalb es in vielen Ländern nicht mehr verwendet wird. Das Europäische Arzneibuch legt als Grenzwert für Azinphos-ethyl-Rückstände in pflanzlichen Drogen 0,1 mg·kg−1 fest.

## Zulassung
In Deutschland wurde die Zulassung von Wirkstoffen mit dieser Substanz 1995 widerrufen.
In den Staaten der EU und in der Schweiz sind keine Pflanzenschutzmittel mit diesem Wirkstoff zugelassen.

## Verwandte Verbindungen
- Azinphos-methyl